# Carlo Tagliavini
Carlo Tagliavini  (* 18. Juni 1903 in Bologna; † 31. Mai 1982 ebenda)  war ein italienischer Sprachwissenschaftler, Romanist, Rumänist, Finnougrist, Balkanologe, Albanologe, Dialektologe und Sprachwissenschaftshistoriker.

## Leben und Werk
Tagliavini war von 1935 bis 1973 Professor für Sprachwissenschaft an der Universität Padua (von 1947 bis 1952 auch Dekan der Philosophischen Fakultät). Der Accademia della Crusca in Florenz gehörte er seit 1969 an.

## Werke (Auswahl)

### Als Autor
Aufsätze
- Il dialetto del Comelico. In: Archivum Romanicum. Nuova rivista di filologia romanza, Jg. 10 (1926), S. 1–200.[2]

Monographien
- Il dialetto del Livinallongo. Saggio lessicale. In: Archivio per l'Alto Adige, Bd. 28 (1933).
- Elementi di linguistica italiana. 2. Aufl. Padua 1943.[3]
- Introduzione alla glottologia generale comparata. 6. Aufl. Pàtron, Padua 1966 (2 Bde.).

1. Lingua e linguaggio. 1966.
2. Preliminari fonetii, preliminari morfologici. 1966.

- L'albanese di Dalmazia. Contributi alla conoscenza del dialetto ghego di Borgo Erizzo presso Zara. Olschki, Florenz 1937.
- La lingua latina. Introduzione Bologna 1938.
- La lingua greca. Introduzione e fonetica storica. Padua 1940.
- Cenni di grammatica comparata delle lingue germaniche con speciale riguardo al tedesco e all'inglese. Pàtron, Bologna  1961 (Nachdr. d. Ausg. Bologna 1940).
- In Rumania. SNDA, Rom 1940.
- In Ungheria. SNDA, Rom 1940.
- Le lingue del mondo. Padua 1941.
- La stratificazione del lessico albanese. Elementi indoeuropei. Pàtron, Bologna 1965 (Nachdr. d. Ausg. Bologna 1943).
- Il portoghese per l'italiano autodidatta. Le Lingere Estere, Florenz 1946.
- Einführung in die romanische Philologie („Le origini delle lingue neolatine. Corso introduttivo di Filologia romanza“, 1972). 2. Aufl. Francke Verlag, Tübingen 1998, ISBN 3-8252-8137-X (UTB; Bd. 8137).[4]
- Cenni di fonetica e morfologia storica del latino. Pàtron, Bologna 1949.
- Un nome al giorno. Origine e storia di nomi di persona italiani. Radio Italiana, Turin 1955.
- Storia di parole pagane e cristiane attraverso i tempi. Morcelliana, Brescia 1963.
- Panorama di storia della linguistica. Pàtron, Bologna 1970.[5]
- Panorama di storia della filologia germanica. Bologna 1966.

Werkausgabe
- Manlio Cortelazzo, Giovan Battista Pellegrini, Emilio Peruzzi (Hrsg.): Scritti minori. Pàtron, Bologna  1981.

### Als Herausgeber
- Rumänische Konversationsgrammatik („Grammatica della lingua rumena“, 1923). 5. Aufl. Groos Verlag, Heidelberg 1938 (Lehrbücher Methode Gaspey-Otto-Sauer)[6]
- Rumänisches Lesebuch. Ausgewählte Proben rumänischer Schriftsteller; mit deutschen Anmerkungen und einem Grundriß der rumänischen Literaturgeschichte („Lectures roumaines“, 1924). Groos Verlag, Heidelberg 1923 (Lehrbücher Methoder Gaspey-Otto-Sauer).
- Michele Eminescu. L'uomo e l'opera. Rom 1923.
- Il „Lexicon Marsilianum“. Dizionario latino-rumeno-ungherese del sec. 17. Studio filologico e testo (Études et Recherches de Académie roumaine; Bd. 5). Cultura, Bukarest 1930.
- Grammatica comparata delle lingue neolatine. Fonetica Storica. GUF, Padua 1937.
- Grammatica elementare della lingua portoghese. Groos Verlag, Heidelberg 1938 (Lehrbücher Methode Gaspey-Otto-Sauer).
- Alessandro Pericle Ninni, Scritti dialettologici e folkloristici veneti. Bologna 1964.
- Dizionario d'ortografia e di pronunzia (DOP). ERI Studio, Turin 1981 (zusammen mit Bruno Migliorini und Piero Fiorelli).
- Lessico di frequenza della lingua italiana contemporanea. 2. Aufl. Garzanti, Mailand 1971 (zusammen mit Umberta Bortolini und Antonio Zampolli).
- Dizionario degli etnici e dei toponimi italiani (DETI). Pàtron, Bologna 1981 (zusammen mit Teresa Cappello).